# Кошелівська сільська рада (Хустський район)
| Кошелівська сільська рада — колишній орган місцевого самоврядування у Хустському районі Закарпатської області з адміністративним центром у с. Кошельово. Сільській раді були підпорядковані населені пункти: - с. Кошельово - с. Залом |

## Склад ради
Рада складалася з 26 депутатів та голови.

## Керівний склад сільської ради
| ПІБ                    | Основні відомості                                                               | Дата обрання | Дата звільнення |
| ---------------------- | ------------------------------------------------------------------------------- | ------------ | --------------- |
| Курта Мирон Андрійович | Сільський голова, 1961 року народження, освіта, безпартійний                    | 26.03.2006   | 31.10.2010      |
| Рогач Олена Юріївна    | Сільський голова, 1963 року народження, освіта середня спеціальна, позапартійна | 31.10.2010   | 30,10,2015      |

Примітка: таблиця складена за даними джерела